# La Danseuse d'Izu
Pour plus de détails, voir Fiche technique et Distribution.
La Danseuse d'Izu (恋の花咲く 伊豆の踊子, Koi no hana saku: Izu no odoriko) est un film muet japonais de Heinosuke Gosho sorti en 1933 adapté d'une nouvelle de Yasunari Kawabata.

## Synopsis
Mizuhara, un étudiant en randonnée estivale croise la route d'une troupe d’artistes itinérants en tournée dans les villes thermales de la péninsule d’Izu. Ils voyagent ensemble pendant quelques jours et Mizuhara se lie d’amitié avec Eikichi et sa sœur Kaoru, une jeune danseuse espiègle et pleine de vie. Un amour nait entre les deux jeunes gens.
De passage par Yukawaro le village natal d'Eikichi et de Kaoru, Mizuhara apprend du jeune homme qu'il possédait autrefois une mine d'or, un héritage de son père qu'il a dilapidé, ce qui l'a jeté avec sa famille sur les routes. Il se trouve que cette mine a fini par devenir très rentable aux mains de Zenbei, le propriétaire de l'auberge de Yukawaro qui l'a racheté à Eikichi.
Kubota, un ingénieur retors et manipulateur ayant travaillé à la mine mais qui a démissionné avant que de l'or ne soit découvert, tente sans grand succès de faire chanter Zenbei. Lorsqu'il croise Eikichi, il voit là une occasion de se venger. Kubota le fait boire et le persuade que Zenbei savait au moment où il lui a racheté la mine "pour une bouchée de pain" que celle-ci était rentable et qu'il l'a floué. Eikichi, jeune homme affable lorsqu'il est sobre a l'alcool mauvais. Remonté par le discours de Kubota, il se précipite chez Zenbei pour lui demander des comptes. Ce dernier le reçoit froidement et lui demande de revenir sobre avec sa sœur. Comprenant que Zenbei souhaite faire de Kaoru une geisha dans son auberge contre rémunération, il quitte les lieux en colère, et toujours sous le coup de l'alcool il demande à sa sœur, qui refuse, de se rendre chez Zenbei.
Mizuhara qui a assisté à la scène entre Eikichi et Kaoru décide de se rendre à son tour à l'auberge de Yukawaro pour en apprendre plus. Il est reçu par Zenbei qui lui révèle ce qu'il en est véritablement. Le père d'Eikichi et de Kaoru était son ami, il provisionne pour eux des comptes en banque avec l'argent de la mine et souhaite marier la jeune fille avec son fils Ryûichi. Mais connaissant la nature dispendieuse d'Eikichi, l'argent lui brûle les doigts, il ne peut rien lui révéler attendant que le jeune homme se stabilise dans sa vie.
Durant le voyage entre Yukawaro et le port de Shimoda, Mizuhara est morose, tiraillé entre son amour pour Kaoru et ce qu'il a appris, il a pris la décision de s'effacer. Arrivé à Shimoda, il annonce qu'il partira par le premier bateau. Eikichi est surpris, il espérait que l'étudiant resterait encore quelques jours avec eux, et Kaoru est désespérée par la nouvelle.
Les adieux entre Kaoru et Mizuhara sont déchirants, il lui avoue les intentions de Zenbei et lui demande d'y répondre favorablement et d'aider son frère à se stabiliser. Sur la jetée du port, Kaozu en pleurs observe longuement le bateau qui s'éloigne et emporte Mizuhara.

## Fiche technique
- Titre : La Danseuse d'Izu

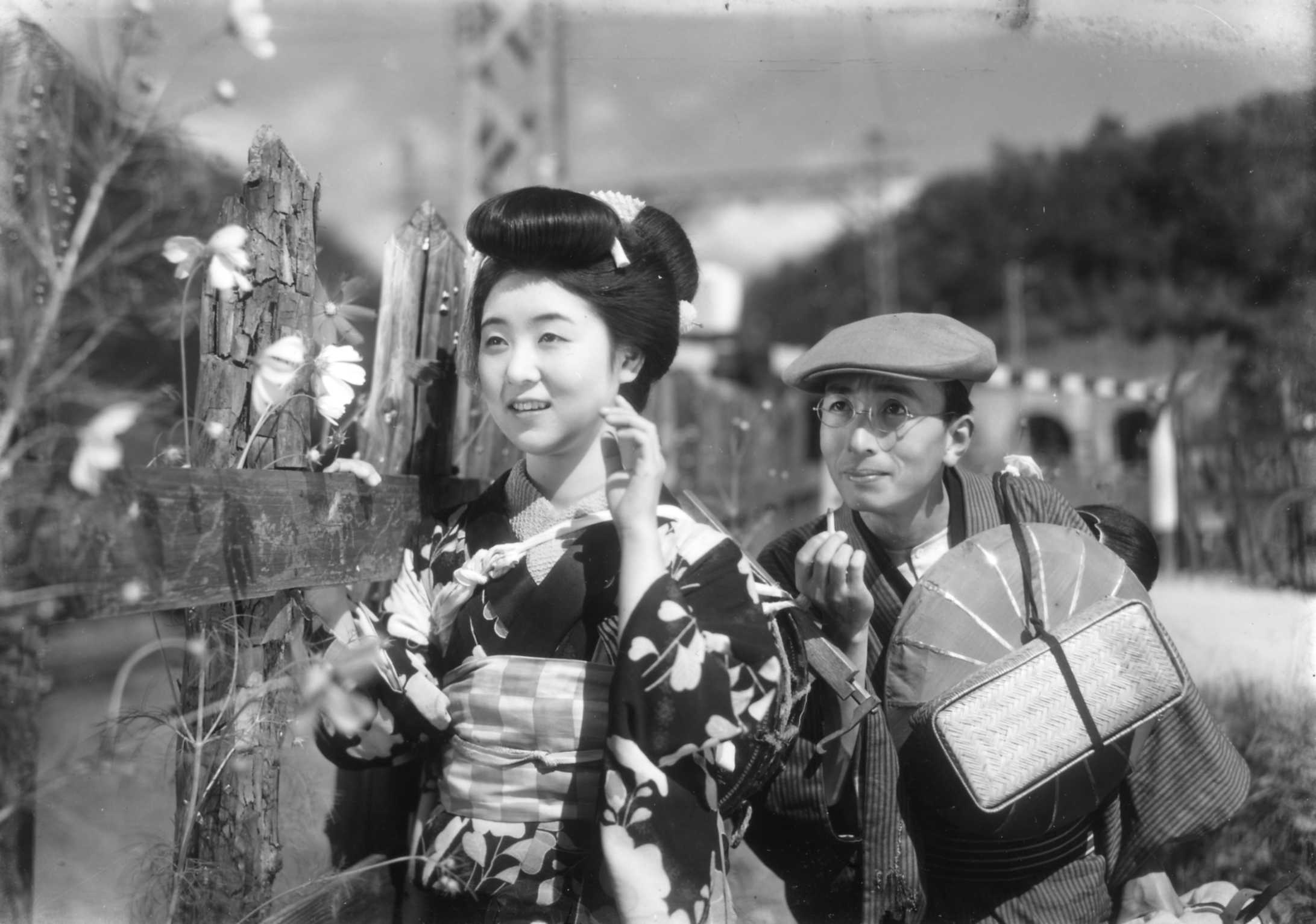
Scène du film avec Kinuyo Tanaka et Tokuji Kobayashi.

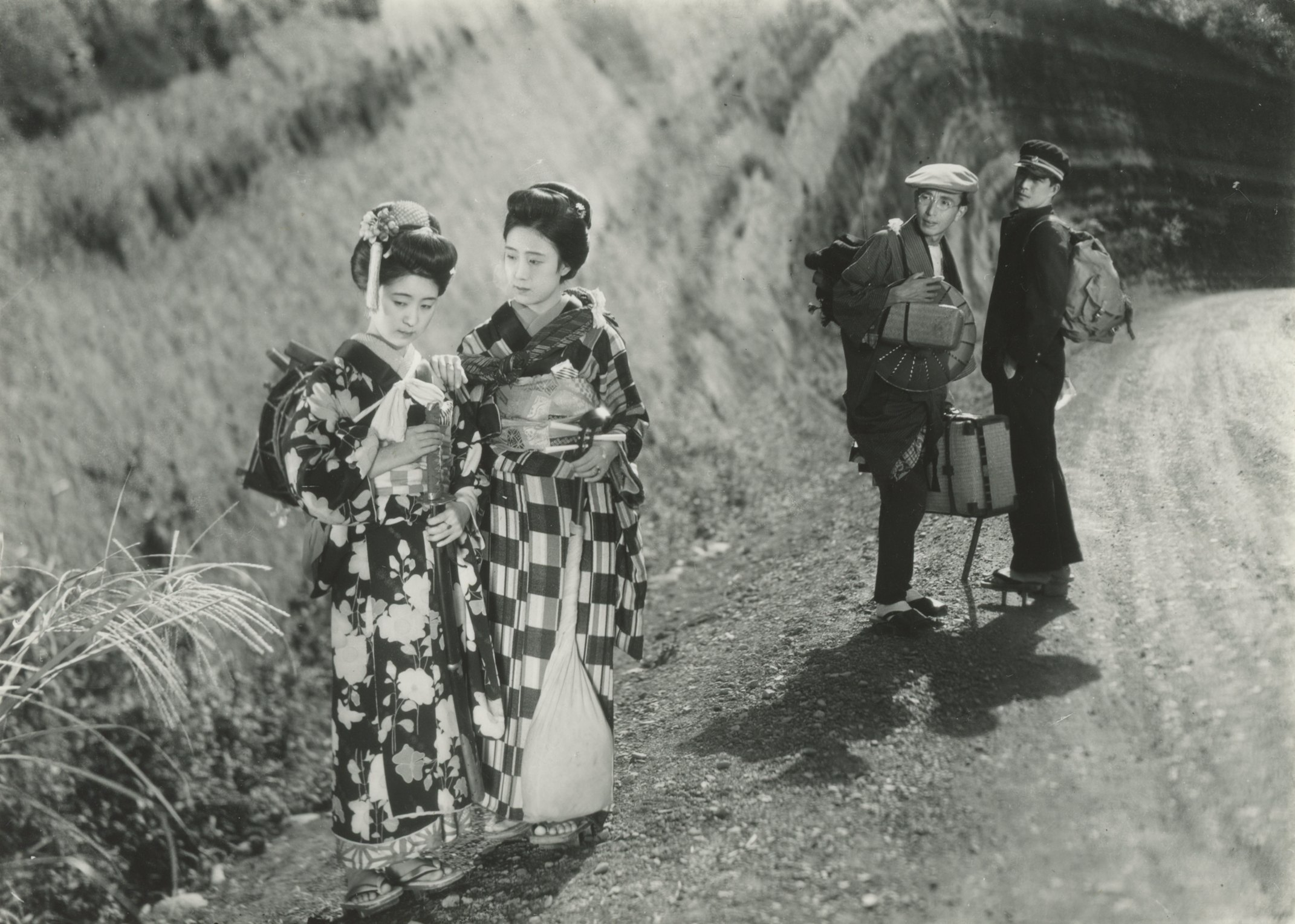
Kinuyo Tanaka, Kinuko Wakamizu, Tokuji Kobayashi et Den Obinata.

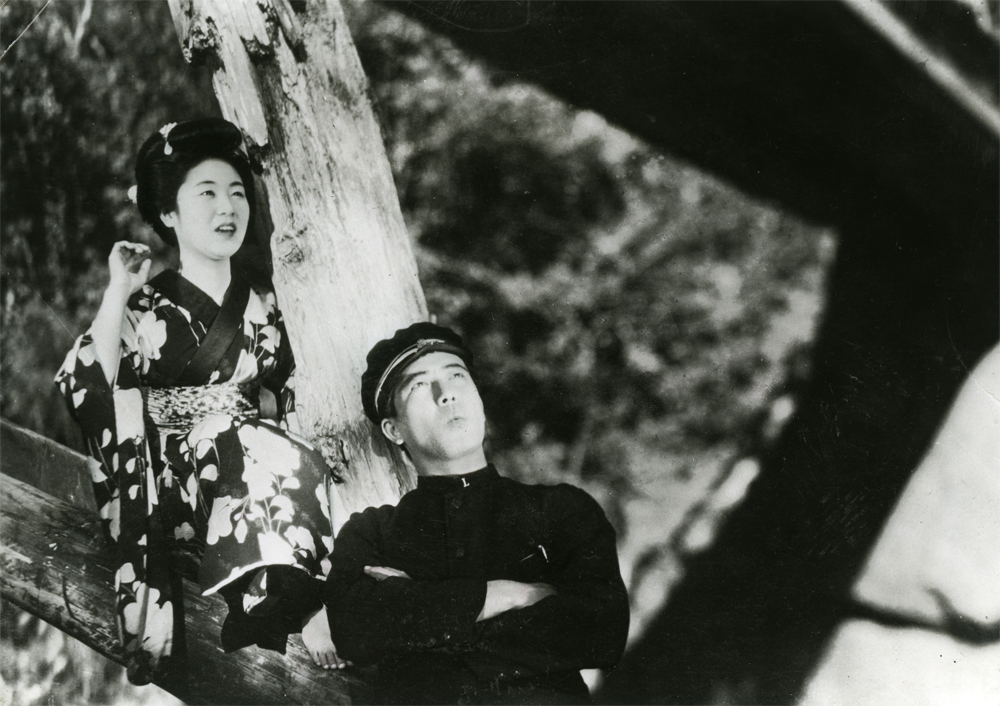
Scène du film avec Kinuyo Tanaka et Den Obinata.

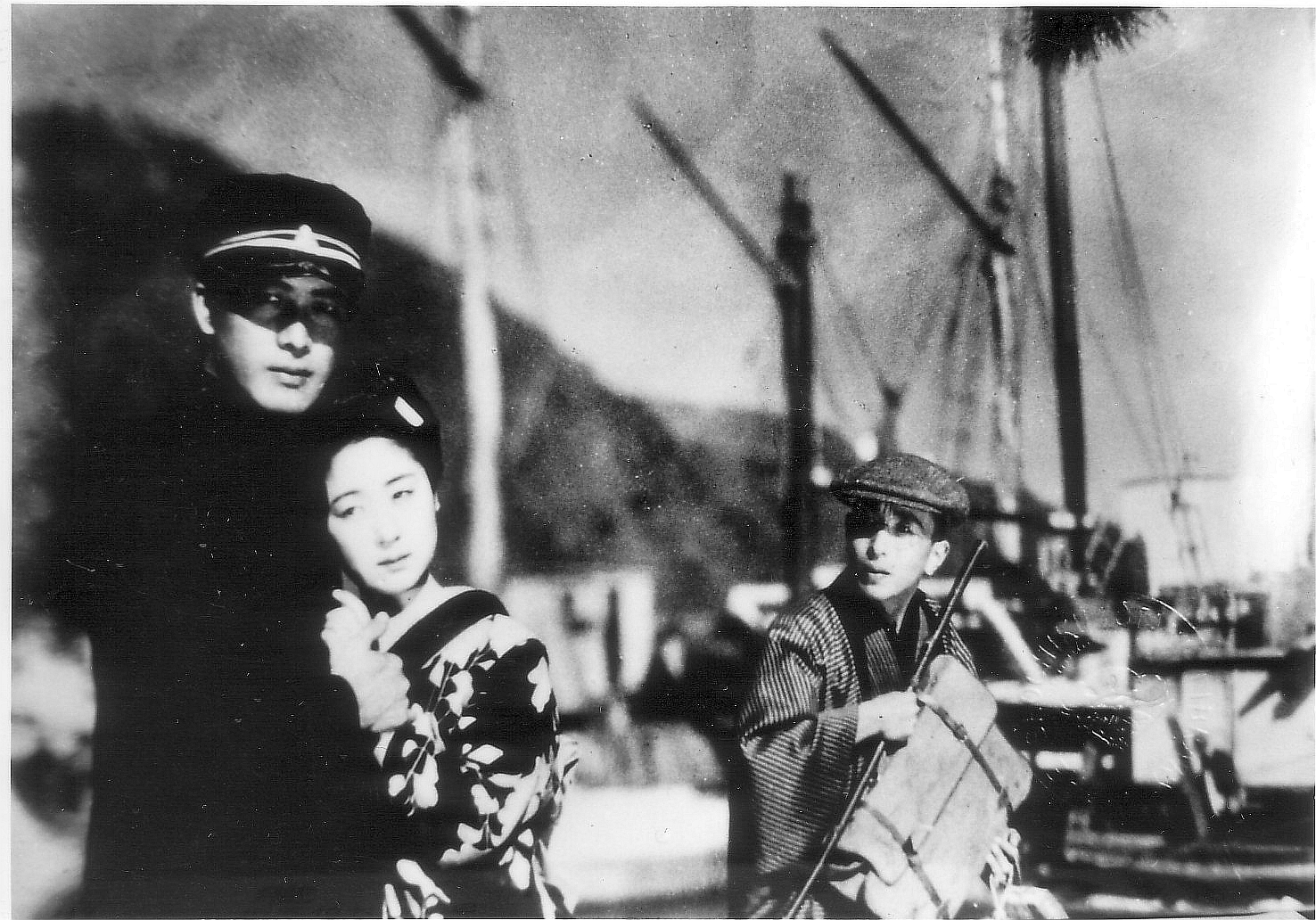
Scène du film avec Den Obinata, Kinuyo Tanaka et Tokuji Kobayashi.

- Titre original : 恋の花咲く 伊豆の踊子 (Koi no hana saku: Izu no odoriko?)
- Réalisation : Heinosuke Gosho
- Scénario : Akira Fushimi, d'après une nouvelle de Yasunari Kawabata
- Photographie : Jōji Ohara
- Décors : Takashi Kanasu
- Sociétés de production : Shōchiku
- Pays d'origine :  Empire du Japon
- Langue originale des intertitres : japonais
- Format : noir et blanc — 35 mm — 1,37:1 — muet
- Genre : comédie dramatique
- Durée : 94 minutes (métrage : dix bobines - 2 576 m[1])
- Date de sortie :
  - Empire du Japon : 2 février 1933[1]

## Distribution
- Den Obinata : Mizuhara, l'étudiant
- Kinuyo Tanaka : Kaoru, la danseuse
- Tokuji Kobayashi : Eikichi, le frère de Kaoru
- Eiko Takamatsu : Otatsu, leur mère
- Kinuko Wakamizu : Chiyoko, la femme d'Eikichi
- Shizue Hyōdō : Yuriko
- Jun Arai : Zenbei, propriétaire de la mine d'or et de l'auberge Yukawaro
- Ryōichi Takeuchi : Ryûichi, le fils de Zenbei
- Reikichi Kawamura : Kubota, un ingénieur
- Ryōtarō Mizushima : Tamura, un policier
- Takeshi Sakamoto : Hattori
- Chōko Iida : une geisha
- Kikuko Hanaoka : une geisha
- Shōzaburō Abe : un client de l'auberge
- Kiyoshi Aono : Kisaku

## Autour du film
La Danseuse d'Izu est l'un des deux films de la période muette de Heinosuke Gosho qui ait survécu jusqu'à nos jours. Le second étant L'Amour (愛撫, Aibu) sorti la même année. L'intrigue est tirée d'une célèbre nouvelle de Yasunari Kawabata, publiée quelques années plus tôt en 1926. Par rapport à la nouvelle, Fushimi et Gosho ont ajouté une intrigue secondaire autour de la mine d'or qui a autrefois appartenu à Eikichi et qu'il a perdu à cause de son train de vie dispendieux, l'obligeant avec sa sœur à former une troupe d'artistes itinérants pour survivre.
Fort du succès de Mon amie et mon épouse (マダムと女房, Madamu to nyōbō), le premier film parlant japonais en 1931, Heinusuke Gosho avait prévu de faire aussi de La Danseuse d'Izu un film parlant, mais il a dû composer avec les contraintes de la Shōchiku qui ne lui a pas permis de le faire pour des considérations de budget.
Tadao Satō écrit à propos du film : « À l'époque, les saltimbanques étaient considérés comme des gens de basse classe et les étudiants appartenaient à l'élite. Il s'agit d'un amour plein de fraîcheur, né de la compassion de l'étudiant brillant envers la pauvre adolescente, et le jeune homme n'est pas sûr d'être capable de faire son bonheur, mais il lui redonne courage et elle y trouve sa fierté. C'est l'un des meilleurs films de Heinosuke Gosho ».
La revue Kinema Junpō a classé le film à la neuvième place de son classement annuel des dix meilleurs films japonais de l'année 1933.

## Autres adaptations

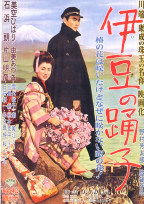
affiche du film La Danseuse d'Izu de 1954

La nouvelle La Danseuse d'Izu (Izu no odoriko) de Yasunari Kawabata, publiée en 1926, a été adaptée plusieurs fois au cinéma :
- 1954 : Izu no odoriko avec Hibari Misora et Akira Ishihama, réalisé par Yoshitarō Nomura
- 1960 : Izu no odoriko avec Haruko Wanibuchi et Masahiko Tsugawa, réalisé par Yoshirō Kawazu
- 1963 : Izu no odoriko avec Sayuri Yoshinaga et Hideki Takahashi, réalisé par Katsumi Nishikawa
- 1967 : Izu no odoriko avec Yōko Naitō et Toshio Kurosawa, réalisé par Hideo Onchi
- 1974 : Izu no odoriko avec Momoe Yamaguchi et Tomokazu Miura, réalisé par Katsumi Nishikawa